# 王季午
王季午（1908年6月—2005年6月5日），名元绅，字季午，一作纪午，以字行，江苏吴县人，中国传染病学家、医学教育家，曾任九三学社中央委员会常务委员，浙江医科大学教授、校长，浙江省政协副主席。